# Sébastien Fournier (football)
Pour les articles homonymes, voir Sébastien Fournier et Fournier.
Sébastien Fournier, né le 27 juin 1971 à Nendaz, est un joueur et entraîneur suisse de football.

## Biographie

### En club
Sébastien Fournier évolue au poste de milieu de terrain. Sa carrière professionnelle dure de 1987 à 2004.
Il évolue de 1987 à 1996 avec le FC Sion. Il joue ensuite une saison en Bundesliga, avec le VfB Stuttgart. Il retourne ensuite dans son pays natal, pour jouer en faveur du Servette FC de 1997 à 2004.
Au cours de sa carrière, il joue 310 matchs en première division suisse, inscrivant 14 buts, et 11 matchs en première division allemande, sans inscrire de but.
Il participe avec les clubs du FC Sion et du Servette de Genève à la Ligue des champions, à la Coupe d'Europe des vainqueurs de coupe, et à la Coupe de l'UEFA. Il atteint les huitièmes de finale de la Coupe de l'UEFA à deux reprises, tout d'abord en 1994, en étant battu par le FC Nantes, puis en 2002, en étant battu par le FC Valence.
Son palmarès est constitué de deux championnats de Suisse, quatre Coupes de Suisse, et enfin une Coupe d'Allemagne.

### En équipe nationale
Sébastien Fournier reçoit 40 sélections et inscrit 3 buts en équipe de Suisse entre 1994 et 2002. 
Il joue son premier match en équipe nationale le 22 janvier 1994 en amical contre les États-Unis. À cette occasion, il inscrit son premier but en sélection.
Il inscrit son deuxième but le 27 mars 1999 contre la Biélorussie, dans le cadre des éliminatoires de l'Euro 2000. Il inscrit son dernier but le 7 octobre 2000, contre les îles Féroé, lors d'un match comptant pour les éliminatoires du mondial 2002.
Il reçoit sa dernière sélection le 21 août 2002, en amical contre l'Autriche.
Il participe avec l'équipe de Suisse à la Coupe du monde de 1994 puis à l'Euro 1996. Lors du mondial organisé aux États-Unis, il ne joue aucun match. En revanche, lors du championnat d'Europe qui se déroule en Angleterre, il joue un match contre l'Écosse. Il entre sur la pelouse du Villa Park de Birmingham à la 46e minute de jeu, avant de recevoir un carton jaune à la 64e minute de la rencontre.

### Carrière d'entraîneur
En juin 2012, il devient le nouvel entraîneur du FC Sion. Après seulement 8 matchs, Fournier préfère démissionner et mettre fin à sa première expérience d'entraîneur à ce niveau. Il s'occupera à nouveau de la formation dans le club valaisan.
Le 13 septembre 2012, il est nommé entraîneur du Servette FC. Le 20 août 2013, il est limogé de son poste d'entraîneur.
En juillet 2014, il retrouve le club du FC Sion, où il officie comme formateur.
Le 25 avril 2017, il est nommé entraîneur du FC Sion en remplacement de Peter Zeidler.

## Palmarès
- Champion de Suisse en 1992 avec le FC Sion et en 1999 avec le Servette FC
- Vainqueur de la Coupe de Suisse en 1991, 1995 et 1996 avec le FC Sion ; en 2001 avec le Servette FC
- Vainqueur de la Coupe d'Allemagne en 1997 avec le Vfb Stuttgart